# 사라 멜레리
사라 멜레리(Sara Melleri, 1986년 2월 14일 ~ )는 핀란드의 배우, 가수이다. 2011 유시상 여우조연상 수상자이다.